# تودور اینف
 تودور اینف (بلغاری: Тодор Енев؛ زادهٔ ۸ فوریهٔ ۱۹۸۲) یک تنیس‌باز اهل بلغارستان است.